# Окулярник карталайський
Окулярник карталайський (Zosterops mouroniensis) — вид горобцеподібних птахів родини окулярникових (Zosteropidae). Ендемік Коморських Островів.

## Опис
Довжина птаха становить 13 см. Верхня частина тіла оливкова, нижня частина тіла жовтувато-зелена, горло і гузка яскравіші, хвіст чорний. Навколо очей вузькі білі кільця. 

## Поширення і екологія
Карталайські окулярники є ендеміками острова Великий Комор. Вони живуть у високогірних чагарникових заростях на горі Картала, на висоті від 1600 до 2360 м над рівнем моря.

## Поведінка
Карталайські окулярники харчуються комахами і плодами. Утворюють великі зграї, іноді приєднуються до зграй коморських окулярників.

## Збереження
МСОП класифікує цей вид як вразливий. Араел птахів обмежений площею 72 км². За оцінками дослідників, популяція карталайських окулярників складає 1500–7000 птахів. Їм загрожує знищення природного середовища. Виверження вулкану Картала маже мати катастрофічні наслідки для виду.